# Louis Sullivan Bungalow

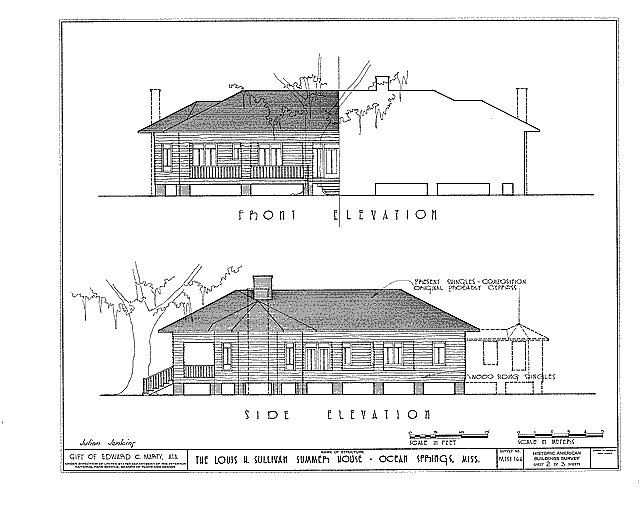
Viste frontale e laterale

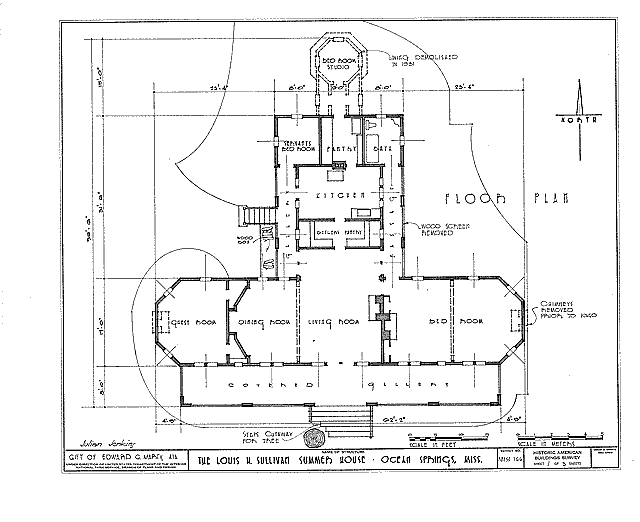
Pianta del piano terra

Il Louis Sullivan Bungalow era una casa per le vacanze dell'architetto Louis Sullivan sulla costa del Golfo a Ocean Springs, Mississippi. È stato inserito nel Registro Nazionale dei Luoghi Storici per la sua progettazione congiunta tra con Sullivan e Frank Lloyd Wright, entrambi i quali rivendicavano il merito per il suo design. Fu costruito all'inizio degli anni '90 del 1800 e restaurato negli anni '80, ma fu distrutto dall'uragano Katrina nel 2005.